# ایرباس میلیتری
ایرباس میلیتری (انگلیسی: Airbus Military) شرکت صنایع جنگ‌افزاری اسپانیایی است، که در سال ۲۰۰۹ توسط شرکت‌های ایرباس، دایملرکرایسلر ایروسپیس و کاسا تأسیس شد.